# 姬石镇
姬石乡，是中华人民共和国河南省漯河市召陵区下辖的一个乡镇级行政单位。

## 行政区划
姬石乡下辖以下地区：
姬石村、大闫村、范寨村、庙陈村、杏树王村、陈庄村、罗庄村、肖王村、小潭村、付庄村、韩庄村、宋砦村、胡桥村和武庄村。